# Жан-Марк Авелін
 Жан-Марк Авелін (фр. Jean-Marc Aveline; нар. 16 травня 1958, Сіді-Бель-Аббес, Французький Алжир) — французький кардинал, Архієпископ Марселя з 2019 року.

## Життєпис
Жан-Марк Авелін народився 26 грудня 1958 року в Сіді-Бель-Аббес, у французькому Алжирі. У 1966 році його родина переїхала до Марселя. Його батько був залізничником, і родина жила в житлі SNCF у районі Сен-Бартелемі. Він здобув освіту в Марселі в ліцеї Віктора-Гюго, а потім два роки в ліцеї Тьєра. З 1977 по 1979 рік він навчався в міжєпархіальній семінарії Авіньйона. Потім він вступив до Паризької семінарії Карм, щоб навчатися в Католицькому університеті Парижа, де у 2000 році здобув ступінь доктора богослов'я. Він також отримав ліценцію з філософії в Сорбонні.

## Священство
Він був висвячений на священика Марсельської архієпархії 3 листопада 1984 року. Він викладав богослов'я та викладав у семінарії в Екс-ан-Провансі, а також виконував парафіяльну роботу в парафії Сен-Марсель. Переїхавши до парафії Сен-П'єр і Сен-Поль, він служив єпископським вікарієм з питань постійної підготовки з 1987 по 2007 рік. Він очолював службу покликань архієпархії з 1991 по 1996 рік.
У 1992 році він заснував Інститут наук та теології релігій Марселя (ISTR) і був його директором протягом наступних десяти років. З 1995 по 2013 рік він був директором Інституту Сен-Жан, який у 1998 році став Католицьким інститутом Середземномор'я та розвинув зв'язок з Ліонським богословським факультетом. Він також викладав на богословському факультеті Католицького університету Ліона з 1997 по 2007 рік. У 2007 році він став генеральним вікарієм Марсельської архієпархії.
У 2007 році його було призначено на п'ятирічний термін консультантом Папської ради з міжрелігійного діалогу.

## Єпископат

### Титулярний єпископ Сімідікки та Єпископ-помічник Марселя
19 грудня 2013 року Папа Франциск призначив його титулярним єпископом Сімідиккським та єпископом-помічником Марселя. Він отримав єпископську хіротонію 26 січня 2014 року в Марсельському кафедральному соборі з рук Жоржа Понтьє, архієпископа Марселя.
У Єпископській конференції Франції він очолює раду з міжрелігійних відносин з 2017 року.

### Архієпископ Марселя
8 серпня 2019 року Папа Франциск призначив його архієпископом Марселя. Він був призначений там 15 вересня. 13 липня 2022 року Папа Франциск призначив його членом Дикастерії у справах єпископів.

### Кардинал
27 серпня 2022 року Папа Франциск висвятив його у кардинали-священики, присвоївши йому титул Санта-Марія-дей-Монті.
17 вересня 2024 року Папа Франциск призначив Авеліна спеціальним посланником Святого Престолу з нагоди святкування 350-річчя Квебекської архієпархії, яке відбувалося 20–22 вересня.
23 жовтня 2024 року Синод єпископів обрав Авеліна членом Звичайної Ради Генерального Секретаріату Синоду Єпископів.
Кілька ватиканістів стверджували, що президент Франції Еммануель Макрон «маневрував» з метою просування та підтримки своєї кандидатури під час конклаву.